# États-Unis aux Jeux olympiques d'hiver de 2026
Les États-Unis participeront aux Jeux olympiques d'hiver de 2026 à Milan et Cortina d'Ampezzo, en Italie, du 6 au 22 février 2026. Alors que Salt Lake City sera la ville hôte des Jeux olympiques d'hiver de 2034, les États-Unis entreront dans le stade avant la France, qui accueille les Jeux olympiques d'hiver de 2030 dans les Alpes françaises, et l'Italie, pays hôte, lors du défilé des nations lors de la cérémonie d'ouverture.